# Talaporfin
-L-aspartic acid
| image = Talaporfin.png
| tradename = 
| Drugs.com = Tên thuốc quốc tế
| pregnancy_AU = 
| pregnancy_US = 
| pregnancy_category = 
| legal_AU = 
| legal_CA = 
| legal_UK = 
| legal_US = 
| legal_status = Rx-only
| routes_of_administration = IV
| bioavailability = 
| protein_bound = 
| metabolism = 
| elimination_half-life = 
| excretion = 
| CAS_number = 110230-98-3
| CAS_number_Ref = 
| CAS_supplemental = 
220201-34-3  (sodium salt)
| ATC_prefix = none
| ATC_suffix = 
| ATC_supplemental = 
| PubChem = 5486799
| DrugBank = 
| DrugBank_Ref =  
| ChemSpiderID = 16737134
| ChemSpiderID_Ref =  
| UNII = P4ROX5ELT2
| UNII_Ref =  
| chemical_formula = 
| C = 38
| H = 41
| N = 5
| O = 9
| molecular_weight = 711.76 g/mol
| SMILES = CCC1=C2C=C3C(=C(C(=N3)C(=C4[C@H]([C@@H](C(=N4)C=C5C(=C(C(=CC(=C1C)N2)N5)C=C)C)C)CCC(=O)O)CC(=O)N[C@@H](CC(=O)O)C(=O)O)C(=O)O)C
| StdInChI = 1S/C38H41N5O9/c1-7-20-16(3)24-12-26-18(5)22(9-10-32(45)46)35(42-26)23(11-31(44)41-30(37(49)50)15-33(47)48)36-34(38(51)52)19(6)27(43-36)14-29-21(8-2)17(4)25(40-29)13-28(20)39-24/h7,12-14,18,22,30,39,43H,1,8-11,15H2,2-6H3,(H,41,44)(H,45,46)(H,47,48)(H,49,50)(H,51,52)/b24-12-,25-13-,26-12-,27-14-,28-13-,29-14-,35-23-,36-23-/t18-,22-,30-/m0/s1
| StdInChIKey = VSEIDZLLWQQJGK-WSUYNKMOSA-N
| StdInChIKey_Ref =  
| StdInChI_Ref =  
| verifiedrevid = 447519392
}}
Talaporfin (INN, còn được gọi là aspartyl chlorin, mono-L-aspartyl chlorin e6, NPe6 hoặc LS11) là một chất nhạy quang được sử dụng trong liệu pháp quang động (PDT).
Nó hấp thụ ánh sáng đỏ ở bước sóng 664-667 nm thường được cung cấp bởi một laser điều chỉnh bước sóng này.
Nó đã được phê duyệt tại Nhật Bản (năm 2004) cho PDT của bệnh ung thư phổi và được bán trên thị trường với tên Laserphyrin.
Nó được đăng ký nhãn hiệu là Aptocine bởi Light Science Oncology.